# Olive Kitteridge (miniserie televisiva)
Olive Kitteridge è una miniserie televisiva statunitense in quattro parti trasmessa nel 2014 sul canale HBO, diretta da Lisa Cholodenko e basata sull'omonimo romanzo del 2008 di Elizabeth Strout.
Protagonista della miniserie è l'attrice Frances McDormand, affiancata da un cast che comprende Richard Jenkins, Bill Murray, Zoe Kazan, Rosemarie DeWitt, John Gallagher Jr. e Peter Mullan.

## Trama
Olive Kitteridge è una rigorosa insegnante di matematica, ormai in pensione, che vive nella fittizia cittadina balneare di Crosby, nel Maine. È sposata con Henry Kitteridge, farmacista del luogo, un uomo premuroso e fedele, e ha un figlio, Christopher, che vive schiacciato dal peso della figura materna. Nel corso di 25 anni, Olive Kitteridge si ritrova ad affrontare problemi di depressione, lutti e attriti con i familiari e gli abitanti della comunità a causa del suo brutto carattere.

## Personaggi e interpreti

### Personaggi principali
- Olive Kitteridge, interpretata da Frances McDormand, doppiata da Antonella Giannini.
- Henry Kitteridge, interpretato da Richard Jenkins, doppiato da Stefano De Sando.
- Jack Kennison, interpretato da Bill Murray, doppiato da Michele Gammino.
- Denise Thibodeau, interpretata da Zoe Kazan, doppiata da Domitilla D'Amico.
- Rachel Coulson, interpretata da Rosemarie DeWitt, doppiata da Claudia Catani.
- Christopher Kitteridge, interpretato da Devin McKenzie Druid, doppiato da Edoardo Stoppacciaro.
- Jim O'Casey, interpretato da Peter Mullan, doppiato da Paolo Buglioni.

### Personaggi secondari
- Angela O'Meara, interpretata da Martha Wainwright.
- Bonnie Newton, interpretata da Ann Dowd, doppiata da Lorenza Biella.
- Henry Thibodeau, interpretato da Brady Corbet, doppiato da Davide Perino.
- Jerry McCarthy, interpretato da Jesse Plemons, doppiato da Paolo Vivio.
- Suzanne, interpretata da Libby Winters, doppiata da Francesca Manicone.
- Kevin Coulson, interpretato da Cory Michael Smith, doppiato da Francesco Venditti.
- Louise Larkin, interpretata da Donna Mitchell, doppiata da Aurora Cancian.
- Ann, interpretata da Audrey Marie Anderson, doppiata da Federica De Bortoli.
- Linda Kennison, interpretata da Maryann Urbano, doppiata da Mirta Pepe.
- Patty Howe, interpretata da Rachel Brosnahan, doppiata da Rossa Caputo.

## Puntate
| nº | Titolo originale | Titolo italiano | Prima TV USA    | Prima TV Italia |
| -- | ---------------- | --------------- | --------------- | --------------- |
| 1  | Pharmacy         | Farmacia        | 2 novembre 2014 | 23 gennaio 2015 |
| 2  | Incoming Tide    | Marea montante  | 2 novembre 2014 | 23 gennaio 2015 |
| 3  | A Different Road | Un'altra strada | 3 novembre 2014 | 30 gennaio 2015 |
| 4  | Security         | Sicurezza       | 3 novembre 2014 | 30 gennaio 2015 |

## Distribuzione
La miniserie è stata presentata in anteprima e fuori concorso alla 71ª Mostra internazionale d'arte cinematografica di Venezia, nel settembre 2014. È stata trasmessa sul canale via cavo statunitense HBO il 2 e 3 novembre 2014, con due episodi per serata. Nel Regno Unito è stata trasmessa su Sky Atlantic il 14 e il 15 dicembre 2014. In Italia è andata in onda su Sky Cinema 1 dal 23 al 30 gennaio 2015.

## Accoglienza
La miniserie ha ricevuto un'entusiasta accoglienza da parte della critica, in particolare per la sua sceneggiatura, la sua regia e l'interpretazione di Frances McDormand. Il sito Rotten Tomatoes le ha assegnato un'accoglienza positiva del 95%, sulla base di 42 recensioni, così descrivendo il consenso della critica: "La narrativa a fuoco lento di Olive Kitteridge esalta interpretazioni affascinanti, oltre a una storia degna dell'opera originale".

## Riconoscimenti

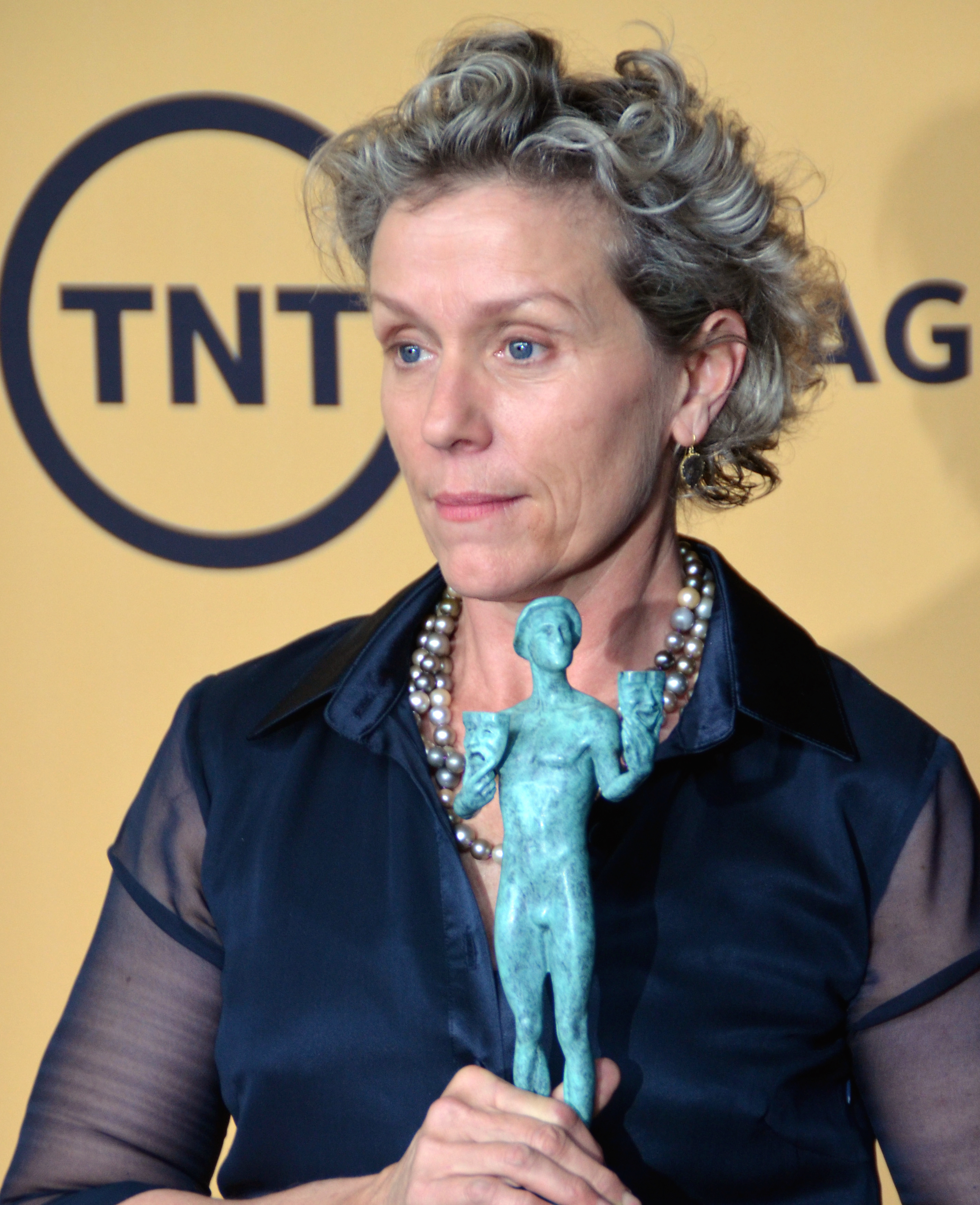
Frances McDormand agli Screen Actors Guild Awards 2015 con la statuetta ottenuta per l'interpretazione in Olive Kitteridge.

- 2014 - Mostra internazionale d'arte cinematografica di Venezia
  - Mouse d'argento
- 2015 - Golden Globe
  - Candidatura a Miglior miniserie o film per la televisione
  - Candidatura a Miglior attrice in una miniserie o film per la televisione (Frances McDormand)
  - Candidatura a Miglior attore non protagonista in una miniserie o film per la televisione (Bill Murray)
- 2015 - Emmy Awards
  - Miglior miniserie
  - Miglior attrice in una miniserie o film per la televisione (Frances McDormand)
  - Miglior attore in una miniserie o film per la televisione (Richard Jenkins)
  - Miglior attore non protagonista in una miniserie o film per la televisione (Bill Murray)
  - Miglior regia per un film, miniserie o speciale drammatico (Lisa Cholodenko)
  - Miglior sceneggiatura per un film, miniserie o speciale drammatico (Jane Anderson)
  - Miglior casting per una miniserie, film o speciale (Laura Rosenthal e Carolyn Pickman)
  - Miglior montaggio video per una miniserie o film single-camera (Jeffrey M. Werner)
  - Candidatura a Miglior attrice non protagonista in una miniserie o film per la televisione (Zoe Kazan)
- 2015 - Satellite Awards
  - Miglior miniserie
  - Miglior attrice in una miniserie o film per la televisione (Frances McDormand)
  - Candidatura a Miglior attore in una miniserie o film per la televisione (Richard Jenkins)
  - Candidatura a Miglior attrice non protagonista in una serie, miniserie o film per la televisione (Zoe Kazan)
- 2015 - Writers Guild of America Awards
  - Miglior sceneggiatura non originale - Forma estesa
- 2015 - Screen Actors Guild Awards
  - Miglior attrice in una miniserie o film per la televisione (Frances McDormand)
  - Candidatura a Miglior attore in una miniserie o film per la televisione (Richard Jenkins)
- 2015 - Directors Guild of America Award
  - Miglior regista per film tv o miniserie (Lisa Cholodenko)
- 2015 - Critics' Choice Television Awards
  - Miglior serie limitata
  - Miglior attrice in un film tv o serie limitata (Frances McDormand)
  - Miglior attore non protagonista in un film tv o serie limitata (Bill Murray)
  - Candidatura a Miglior attore in un film tv o serie limitata (Richard Jenkins)
  - Candidatura a Miglior attore non protagonista in un film tv o serie limitata (Cory Michael Smith)
- 2015 - TCA Awards
  - Candidatura a Migliore tra film, miniserie e speciali